# Poskytovatel certifikačních služeb
Poskytovatel certifikačních služeb nabízí zajištění certifikátu pro:
- organizace (realizace systému jakosti, ochrany životního prostředí,…)
- výrobky (shoda s normou, bezpečnost elektrotechnická, radiační,…)
- služby (profesionalita, důvěryhodnost,…)
- osoby (způsobilost pro vykonávání jisté profese; svářeč, manažer bezpečnosti informací,…

## Příklady názvů a definic pro poskytovatele certifikačních služeb

Postup certifikace veřejného klíče

Dotazy na "termíny a definice" z oblasti certifikace lze pokládat např. na stránkách Online Browsing Platform 
Na stejných webových stránkách lze získat INFO verze norem ISO a ISO/IEC. 

### Certifikační organizace(organization)
- organizace, která vydává certifikáty pro jisté výrobky (např. biometric processing unit ,[2] ;
- organizace která provádí certifikaci shody a je akreditována příslušným ogánem [3].

### Certifikační orgán(body)
- nestranný orgán, vládní nebo nevládní, který má nezbytnou kompetenci k provádění certifikace shody podle daných pravidel; [4]
- orgán, který provádí hodnocení shody třetí stranou a který používá příslušná certifikační schémata. [5]

### Certifikační autorita(authority)
- důvěryhodná entita pro vytváření a přidělování certifikátů veřejného klíče, [6]
- autorita důvěryhodná pro jednu nebo více stran pro vytváření a přidělování certifikátů. [7]

## Příklady poskytovatelů certifikačních služeb v Česku

### Certifikační autorita
(APCS eIdentity a.s.) získala akreditaci (MIČR/MVČR) pro výkon činnosti akreditovaného poskytovatele certifikačních služeb v souladu se zákonem:
- 227/2000 Sb. o elektronickém podpisu a
- 297/2016 Sb. o službách vytvářejících důvěru pro elektronické transakce. [8]

### Certifikační orgány
Český institut pro akreditaci, ČIA akreditoval např.:
- Certifikační orgány certifikující osoby
- Certifikační orgány certifikující produkty
- Certifikační orgány certifikující systémy managementu [9]

### Sdružení pro certifikaci systémů jakosti(Sdružení  CQS)
získalo postupně akreditaci ČIA:
- pro certifikaci systémů jakosti;
- pro certifikaci systémů environmentálního managementu;
- pro certifikaci systémů managementu bezpečnosti a ochrany zdraví;
- pro certifikaci systémů managementu bezpečnosti informací;
- pro všechny systémy podle ČSN EN ISO/IEC 17021;
- pro všechny systémy podle ČSN EN ISO/IEC 17021:2011. [10]

### Certifikační autorita pro IPMA v ČR (International Project Management Association)
- Společnost pro projektové řízení (SPŘ) [11];
- MVČR, Institut státní správy, Certifikace manažerů ve státní správě podle IPMA [12].

### Certifikace MVČR
v oblasti kybernetické bezpečnosti zajišťuje kybernetickou bezpečnost resortu MV. 
Vychází ze Systému řízení bezpečnosti informací (Information Security Management System - ISMS) a provádí se podle normy ISO/IEC 27001. 